# Hayate X Blade
Hayate X Blade (はやて×ブレード?, Hayate Kurosu Burēdo), pronunciato "Hayate Cross Blade", è un manga creato da Shizuru Hayashiya. Dal 2003 al 2008 è stato serializzato in Giappone sulla rivista Dengeki Daioh di ASCII Media Works, per poi passare a Ultra Jump di Shūeisha. La pubblicazione è terminata nel luglio 2013 e i capitoli sono stati raccolti in 18 volumi tankōbon. Nel settembre 2013 è iniziata la pubblicazione su Ultra Jump di un sequel intitolato Hayate X Blade 2 (はやて×ブレード2?, Hayate Kurosu Burēdo 2).

## Trama
La storia è ambientata all'accademia Tenchi, istituto femminile che comprende una scuola media e una superiore, in cui parallelamente ai corsi didattici vige un sistema denominato "hoshitori" (duelli per le stelle), in cui le studentesse che posseggono la qualifica di spadaccine si scontrano a coppie e ad ogni vittoria conseguono un punteggio (stelle) utile a salire di graduatoria e ricevere premi in denaro.
Nagi Kurogane è una studentessa appena iscrittasi al primo anno delle medie, ma a causa di un infortunio non può recarsi a scuola, cosicché viene inviata al suo posto sua sorella gemella Hayate, con il compito di spacciarsi appunto per Nagi. Hayate all'inizio non è per nulla intenzionata a prendere parte agli hoshitori ma, dopo che di ritorno dal suo primo giorno di scuola scopre che l'orfanotrofio in cui lei e sua sorella sono state allevate da piccole ha contratto un debito di otto milioni di yen, si accolla ingenuamente il debito e si trova costretta a tentare di guadagnare i soldi necessari al riscatto prendendo parte ai duelli per le stelle. Ciò che le manca per poter partecipare è però una partner, che Hayate vede in Ayana, una forte spadaccina di due anni più grande che per varie vicissitudini è rimasta senza partner. Ayana all'inizio rifiuta categoricamente le insistenti richieste di Hayate, ma le buone ragioni di quest'ultima e la necessità di doversi chiarire con la sua ex partner con cui è rimasta in pessimi rapporti la convincono a fare coppia con Hayate e tornare a prendere parte attivamente ai duelli per le stelle.

## Personaggi
Hayate Kurogane (黒鉄 はやて?, Kurogane Hayate)
Frequenta il primo anno della scuola media all'Accademia Tenchi spacciandosi per sua sorella gemella Nagi, ma viene scoperta quasi subito. È generosa, ma anche cocciuta, ingenua e superficiale.
Nagi Kurogane (黒鉄 ナギ?, Kurogane Nagi)
La sorella gemella di Hayate. A seguito di un infortunio non può frequentare l'Accademia Tenchi a cui si è appena iscritta.
Ayana Mudō (無道 綾那?, Mudō Ayana)
Frequenta il terzo anno della scuola media all'Accademia Tenchi. È una spadaccina dal talento indiscusso, ma all'inizio della serie in graduatoria è in classe C, oltre che un lupo solitario in quanto priva di partner per sua scelta. Hayate le chiede di fare coppia con lei, ma Ayana rifiuta categoricamente.
Hitsugi Amachi (天地 ひつぎ?, Amachi Hitsugi)
La presidente del consiglio studentesco, nonché amministratrice dell'Accademia Tenchi. Ha a cuore valori quali la perseveranza e la competitività e di conseguenza non vede di buon occhio chi si rifiuta di combattere o di mettersi in gioco. È stata lei stessa ad istituire il sistema dei duelli per le stelle.
Shizuku Miyamoto (宮本 静久?, Miyamoto Shizuku)
Partner di Hitsugi, sta sempre al suo fianco tranne quando deve andare a suonare la campana che segnala l'inizio, le fasi intermedie e la fine dei duelli delle stelle.
Momoka Kibi (吉備 桃香?, Kibi Momoka)
La compagna di stanza di Hayate al dormitorio dell'Accademia Tenchi. Pur avendo la qualifica di spadaccina è, come Ayana, un lupo solitario, ma a differenza di essa durante i duelli per le stelle si nasconde per non essere presa di mira dalle altre coppie.
Jun Kuga (久我 順?, Kuga Jun)
La compagna di stanza di Ayana. Soprannominata Jun-Jun da Hayate, le piace provocare Ayana anche in modo esplicito, finendo però per essere presa a botte.

## Terminologia

### Duelli per le stelle

#### Fasi di combattimento
Il periodo in cui si tengono i combattimenti nell'Accademia Tenchi sono detti duelli per le stelle (星奪り?, hoshitori). Questi possono tenersi in qualsiasi momento della giornata, quindi durante le lezioni, i festival scolastici.
Shizuku Miyamoto, su ordine del presidente del consiglio studentesco e all'insaputa di ogni altro studente, suona la campana che segna l'inizio dei duelli. In questo istante, le spadaccine vengono esentate da ogni altra attività in cui erano occupate e si recano nell'area assegnata alla loro categoria di appartenenza per affrontare le altre coppie.
I successivi rintocchi della campana avvengono a distanza di tre minuti l'uno dall'altro, fino allo scadere dei quindici minuti. Durante questo lasso di tempo, una coppia può sfidare quante più coppie preferisce, anche contemporaneamente. Ai combattimenti assistono dei giudici imparziali, che hanno il compito di convalidare o invalidare gli attacchi sferrati con successo a ciascuna delle stelle.
Allo scadere dei quindici minuti vengono assegnati i nuovi punteggi alle varie coppie. Al superamento delle soglie previste per la categoria di appartenenza, viene rideterminata anche la categoria di appartenenza di una coppia.

#### Classi
Le spadaccine sono raggruppate per classi in base ai punti (stelle) conquistati durante i duelli. Una spadaccina parte da un punteggio iniziale di venti stelle. Quando una spadaccina perde tutte le proprie stelle le viene revocata la qualifica di spadaccina. Persa la qualifica, è possibile riottenerla tramite richiesta scritta, ma in quel caso non si otterranno più premi in denaro per ogni vittoria conseguita.
Segue l'elenco dei gradi dal più basso al più alto:
- D: è la classe da cui parte ogni nuova spadaccina
- C
- B
- A: a partire da questa classe alle spadaccine è consentito utilizzare una spada modificata a proprio piacimento[4]
- Special-A: le spadaccine di questa classe possono ambire alla classe S solo quando una coppia di tale classe viene sconfitta in combattimento[5]
- S: ne fanno parte i membri del consiglio studentesco, presidente compreso. Si riconoscono dall'uniforme di colore bianco. A differenza delle spadaccine delle classi inferiori, la loro stella è rappresentata dall'intera uniforme[5].

### Compagne di spada
Due studentesse con qualifica di spadaccina che formano una coppia per poter ambire insieme alle stelle sono dette shinyuu (刃友?, shinyū, Compagne di spada). Durante il combattimento, ciascun membro della coppia ha un ruolo preciso. Cielo ha il compito di conquistare la stella del cielo della coppia avversaria e porre così fine al duello, ma i suoi attacchi alla stella della terra avversaria non hanno valore ai fini del combattimento. Si riconosce dalla stella che porta sulla spalla sinistra. Terra ha il compito di proteggere la stella della propria compagna. Può eliminare, colpendola con la spada, la stella della terra della coppia avversaria, ma i suoi attacchi alla stella del cielo avversaria non hanno valore ai fini del combattimento. La caduta di una stella della terra non pone fine al duello, ma non le è più permesso intervenire nel combattimento e in special modo entrare in contatto con la propria partner, pena la squalifica. Si riconosce dal fatto che porta la propria stella sul fianco, nascosta sotto l'uniforme.

### Lupo solitario
Si definisce lupo solitario una studentessa con qualifica di spadaccina priva di compagna di spada. Durante i duelli per le stelle assumono il ruolo di stella del Cielo e possono venir prese di mira da coppie in cerca di punti facili; possono quindi perdere punti e scendere di graduatoria, ma anche sconfiggendo stelle del Cielo avversarie non guadagnano alcun punto. Sono riconoscibili dall'anello nero appeso al manico della propria spada.

## Media

### Manga
Il manga di Hayate X Blade è stato serializzato in Giappone da novembre 2003 a maggio 2008 sulla rivista Dengeki Daioh dell'editore ASCII Media Works e raccolto in otto tankōbon. Nell'agosto 2008 la serializzazione è stata trasferita su Ultra Jump della Shūeisha, che, oltre a proseguire la serializzazione dal punto in cui la serie si è interrotta, ha ristampato i primi otto volumi. La serializzazione è infine terminata nel luglio 2013 e la serie è stata raccolta in 18 volumi. Il manga è edito anche negli Stati Uniti da Seven Seas.

### Drama CD
Tre drama cd sono stati pubblicati dal 2006 al 2008 da Frontier Works in collaborazione con Geneon. Il primo tratta i fatti riportati nel primo volume del manga, il secondo contiene tracce basate sulla prima metà del sesto volume del manga e tracce dal contenuto inedito, mentre il terzo raccoglie tracce dal contenuto inedito. Un quarto drama cd è stato allegato all'edizione limitata del volume volume 13.
Tra il 2010 e il 2011 è prevista la pubblicazione di altri tre drama cd denominati Ultra Drama Cd, a cura di Shizuru Hayashiya e prodotti da Frontier Works.